# Dilouki
Dilouki est une  commune rurale de la préfecture de Ouham-Pendé, en République centrafricaine. Elle s’étend au nord de la ville de Bocaranga jusqu’à la frontière tchadienne. 

## Géographie
La commune de Dilouki est située au nord-ouest de la préfecture de l’Ouham-Pendé. La plupart des villages sont localisés sur l’axe Bocaranga – Létélé - Kollo. 
|     | Baïbokoum |       |
| Lim | Dilouki   | Yémé  |
|     | Bocaranga | Loura |

## Villages
Les villages principaux sont : Kollo, Déing, Kounang, Ndim et Létélé.
La commune compte 36 villages en zone rurale non recensés en 2003 : Be, Bene, Bissoro, Bitao, Bondélé, Botiou 1 et 2, Bozoue, Dang, Deing, Hang-Zung, Haoussa, Houli, Kelle 1, Kodi-Pana, Kollo, Kounang-Centre, Koupa, Kpetene Fonctionnaire, Kpetene Haoussa, Kpetene Mbiva, Lara, Létélé, Mbaibéré, Mbilara, Mbounzara, Ndim Socada Centre, Ndim-Carrefour 2, Ndim-Pana, Ndim-Village, Ngoule, Nzoro-Kounang, Poinai, Voulgoue, Zolé.

## Éducation
La commune compte 5 écoles publiques à Ndim, Hang-Zoung, Nzolé, Létélé et Kounang; deux écoles privées : Caritas à Ndim et Saint Gabriel à Nzolé.

## Santé
La commune située dans la région sanitaire n°3 dispose d’un centre de santé à Ndim et de 5 postes de santé à Kollo, Deing, Kounang, Zolé et Létélé.

## Économie
La région de Ndim est spécialisée dans la riziculture, comptant de plus de 120 ha de bas fonds. Elle dispose  d’une organisation de producteurs rizicoles et d’une coopérative.